# Стратегия победы
«Стратегия победы» — цветной документальный фильм с элементами игрового кино, созданный творческим объединением «Экран» Гостелерадио СССР в 1984 году, в преддверии 40-летия победы в Великой Отечественной войне. Демонстрировался по первой программе Центрального телевидения.
Художественный руководитель — Галина Шергова.
Главный приз международного фестиваля телефильмов в Праге и другие призы.

## Содержание
Темой фильма является история Великой Отечественной войны, начиная с событий, предшествовавших нападению Третьего рейха на Советский Союз и заканчивая Парадом Победы на Красной площади в Москве. Две заключительные серии фильма посвящены событиям войны с Японией в августе — сентябре 1945 года.
Шергова подчёркивала, что сериал рассказывал не просто о войне, но и о военном руководстве (советском, немецком, союзников по антигитлеровской коалиции).
В фильме использованы материалы Госфильмофонда СССР, Государственного архива кинофотодокументов СССР, Гостелерадиофонда, Киностудии МО СССР, архива МИД СССР, КГБ СССР, Института военной истории СССР.
Бо́льшую часть фильма составляет чтение исторических документов, причём актёры читают их на языке оригинала, что сопровождается закадровым переводом. Каждому актёру отводится определённая роль — иногда он выступает как прямой исполнитель роли автора документа (И. В. Сталина, Ф. Рузвельта, У. Черчилля или А. Гитлера), в иные моменты зачитывает высказывания других участников событий. Ряду актёров отведена абстрактная роль Историка или Журналиста.
Строились декорации (например, Имперская канцелярия). Также проводились съёмки в реальных локациях (например, бункер Черчилля в Лондоне).
В 1995 году была выпущена новая версия фильма, в которой некоторые трактовки исторических событий были признаны ошибочными и изменены, художественное решение осталось прежним.

## Отзывы о фильме
- Военный консультант телеэпопеи, генерал-полковник Борис Уткин отметил:

[актёры не только читают, а] чаще «проигрывают» текст, придавая ему элемент событийности, выявляя своё к нему отношение. Причём делают свою работу с величайшим тактом, не выходя за пределы допустимого.— 
- Журнал «Телевидение и радиовещание» в своём сравнении двух телевизионных эпопей, прошедших на телевидении («Стратегии победы» и 26-серийного фильма «Ленин. Страницы жизни»), указал на некоторый недостаток хроникальных материалов, что, впрочем, не стало критичным для общего восприятия картины[4].
- Геннадий Петров в книге Телевизионная драматургия: проблемы журналистского мастерства и особенности творчества отметил:

«Стратегия победы» — документальный сериал, в нём нет вымышленных, «поставленных» кадров; все, что зритель видел на экране, — документы и факты. Документами являлись и мемуары военачальников, дневники, стенограммы совещаний и бесед, приказы, распоряжения, письма, протоколы… А факты представляла хроника. Через 10 лет после премьеры (1985) фильм не воспринимался как устаревшее документальное кино, хотя и демонстрировался в очень непростое время, когда оживились дискуссии и споры о цене победы, о результатах Великой Отечественной войны.— 
- На собранной после показа сериала творческой конференции заместитель председателя Гостелерадио СССР Владимир Попов выразил уверенность, что дальнейший анализ опыта работы над сериалом поможет развитию телепублицистики[8].

| 1. Накануне 2. Грозное лето 3. От стен Москвы 4. Сталинградская битва 5. Кавказский щит 6. Стальной плацдарм 7. Битва за Днепр 8. Дороги жизни 9. Если враг не сдаётся… 10. На главном направлении 11. Освобождая Европу… 1 серия 12. Освобождая Европу… 2 серия 13. Победная весна 14. Последние залпы войны 1 серия 15. Последние залпы войны 2 серия 16. И на Тихом океане!.. 1 серия 17. И на Тихом океане!.. 2 серия | - Александр Голобородько — историк - Василий Лановой — читает советские документы - Хайнц Браун — читает немецкие документы - Геннадий Никифоров — читает английские документы - Кирилл Вац — читает американские документы - Глеб Плаксин — читает французские документы - Конъити Каваи — читает японские документы - Игорь Ледогоров — журналист - Михаил Глузский — журналист - Всеволод Сафонов — журналист - Михаил Ножкин — журналист - Николай Засухин — журналист - Сергей Яковлев — журналист - Георгий Жжёнов — журналист - Михаил Ульянов — журналист - Кирилл Лавров — очевидец |